# Ganso asado
El ganso asado es un plato presente en las cocinas china y europea.

## Sur de China
En el sur de China, el ganso asado es una variedad de siu mei, o platos de carne asada, dentro de la gastronomía cantonesa. Se hace asando gansos condimentados en hornos de carbón a alta temperatura. El ganso asado de buena calidad tiene una piel crujiente y una carne jugosa y tierna. Las rodajas de ganso asado suelen servirse con salsa de ciruela.
El ganso asado, tal como se sirve en Hong Kong, no difiere de su equivalente en la vecina provincia de Guangdong del sur de China, pero debido a su precio algunos restaurantes hongkoneses ofrecen pato en su lugar.

## Países germanoparlantes

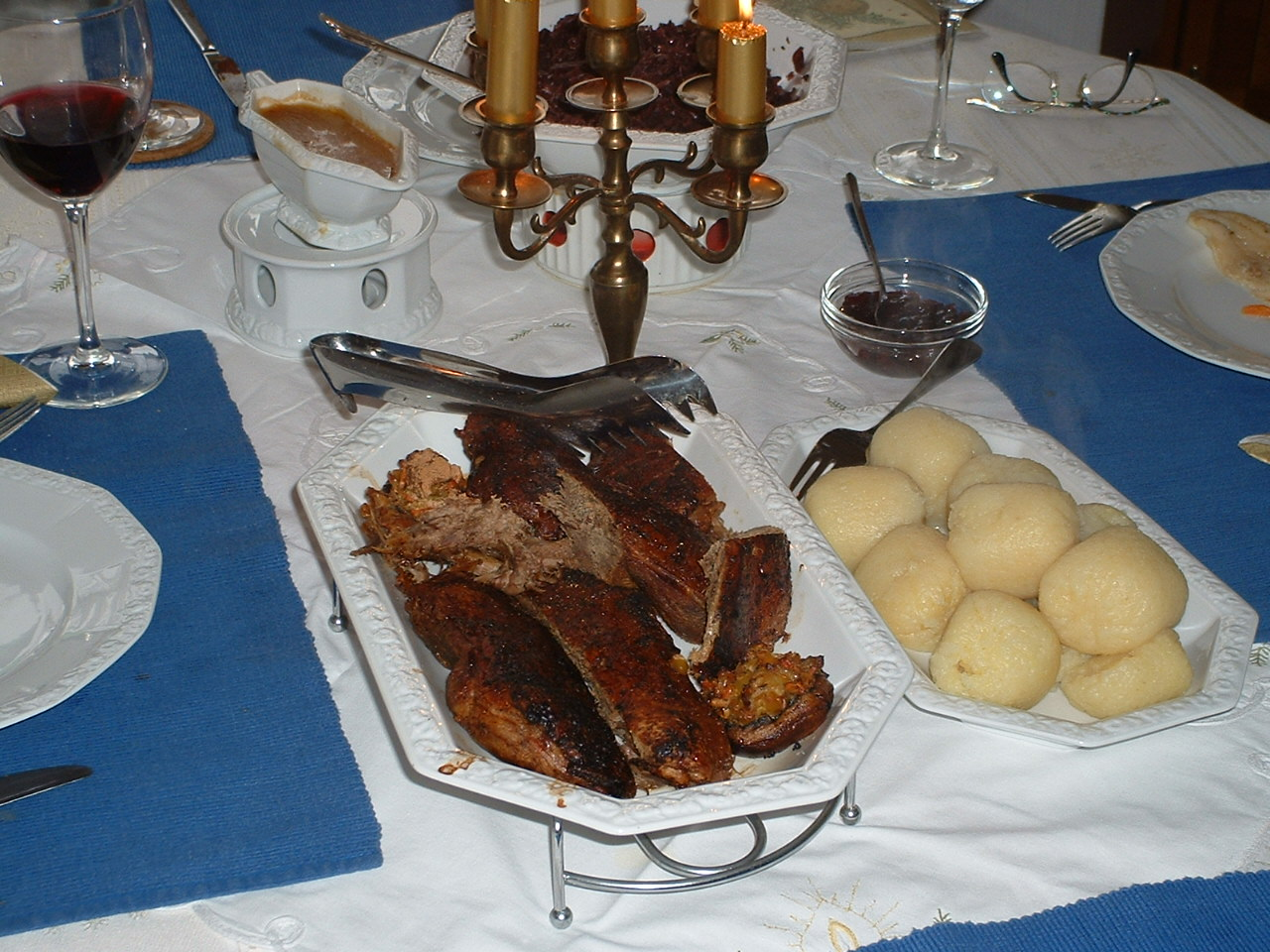
Ganso asado con klöße y col lombarda.

Los pueblos germanoparlantes preparan ganso asado tradicionalmente solo en fiestas señaladas. Como el pavo en el Reino Unido o los Estados Unidos, el ganso asado es un plato predilecto por Navidad, así como por el día de san Martín. Los rellenos más frecuentes son la manzana, la castaña, la ciruela y la cebolla. Son condimentos típicos la sal y la pimienta, la altamisa y la mejorana. También se usan col lombarda, klöße y gravy para guarnecer el ganso.
Otra versión es al estilo alsaciano, relleno de bratwurst y acompañado con chucrut.